# Sheshi Nënë Tereza
Sheshi Nënë Tereza ([ʃɛʃi nənə tɛɾɛza]; 'Moeder Teresaplein') is een plein in het zuiden van de Albanese hoofdstad Tirana. Het naar de etnisch Albanese volksheldin Moeder Teresa genoemde plein is het zuidelijke eindpunt van de belangrijke verkeersas Bulevardi Dëshmorët e Kombit, die begint op het centrale Skanderbegplein.
Op Sheshi Nënë Tereza bevinden zich volgens de wijzers van de klok het Nationaal Archeologisch Museum (Albanees: Muzeu Arkeologjik Kombëtar), een vestiging van de Albanese fastfoodketen Kolonat, het rectoraat van de Universiteit van Tirana (Universiteti i Tiranës) (alle drie in het oosten), het hoofdgebouw van diezelfde universiteit en van de Polytechnische Universiteit van Tirana (Universiteti Politeknik i Tiranës) (aan de zuidkant), en de Universiteit der Kunsten (Universiteti i Arteve), tot 2011 de Kunstacademie ofte Akademia e Arteve (westkant). Ten zuiden van de Universiteit van Tirana begint het groen van het Parku i Madh ('groot park'), een park rond een heuvel met verder naar het zuidwesten toe een artificieel meer.
In het zuidwesten wordt het plein begrensd door de Rruga Lek Dukagjini, in het zuidoosten door Sheshi Italia, waaraan het luxueuze Sheraton Tirana Hotel en het nationale Qemal Stafa-stadion (Stadiumi Qemal Stafa) liggen. Vooral het hotel, maar ook het stadion is vanaf Sheshi Nënë Tereza zichtbaar. Net ten noorden van het plein, op het einde van de Bulevardi Dëshmorët e Kombit, liggen tegenover elkaar het presidentieel paleis en het Congrespaleis (Pallati i Kongreseve), alwaar jaarlijks het Festivali i Këngës plaatsvindt.

360° panorama van Sheshi Nënë Tereza, 's nachts, met de campus van de Universiteit van Tirana in het midden

Sheshi Adem Jashari · Sheshi Avni Rustemi · Sheshi Fan Noli · Sheshi Franc Nopca · Sheshi Harry Truman · Sheshi Italia · Sheshi Karl Topia · Sheshi Mustafa Qemal Ataturk · Sheshi Nënë Tereza · Sheshi Paris · Sheshi Shtraus · Sheshi Uillson · Skanderbegplein